# Боспор Кімерійський
Боспо́р Кімері́йський (грец. Κιμμέριος Βόσπορος) — давньогрецька назва Керченської протоки, пов'язана з найменуванням давніх жителів Північного Причорномор'я — кімерійців.